# HD 60437
HD 60437，又名BD+46 1286，SAO 41879、HR 2903，是一颗恒星，视星等为5.65，位于銀經172.41，銀緯26.71，其B1900.0坐标为赤經7h 29m 16.1s，赤緯+46° 26.71′ 3″。